# Paul z Diuny
Paul z Diuny – powieść fantastycznonaukowa z 2008 roku osadzona w Uniwersum Diuny, napisana przez Briana Herberta i Kevina J. Andersona.

## Fabuła
Książka podzielona jest na części, które odbywają się w dwóch rozdzielonych okresach: młodości Paula Atrydy (sprzed wydarzeń przedstawionych w Diunie) oraz wczesnego dżihadu (wydarzenia pomiędzy powieścią Diuna i Mesjasz Diuny).

### Młodość Paula Atrydy
Dwunastoletni Paul przebywa na planecie Kaladan wraz z rodzicami: księciem Leto oraz jego konkubiną Bene Gesserit – Lady Jessiką. Od wielu lat toczy się spór pomiędzy rodem Ekazów z planety Ekaz oraz hrabią Moritanim z planety Grumman. W związku z sojuszem Atrydów i Ekazów książę Leto decyduje się poślubić córkę arcyksięcia Armanda Ekaza – Illessę. Tuż przed ceremonią ślubną dochodzi do krwawego zamachu w którym ginie Illessa – niedoszła małżonka księcia Leto. W odwecie połączone siły Atrydów i Ekazów rozpoczynają wojnę assasynów z hrabią Moritanim.

### Dżihad Muad'Diba
Po upadku imperatora Shaddama Corrino i wstąpieniu na tron Paula, siły Fremenów walczą na wielu frontach z rodami, które nie chcą podporządkować się rządom Atrydy. Ostatecznie Fremeni zdobywają Kaitain – siedzibę poprzedniego imperatora. Paul sprowadza na Arrakis byłego mistrza miecza rodu Ekazów – Whitmore’a Bludda i powierza mu zadanie wybudowanie majestatycznej siedziby. W międzyczasie przywódca zbuntowanych rodów, Earl Thorvald, planuje zamach na Muad'Diba.